# ESRBレイティング別対象ソフト一覧・T (13歳以上)
ESRBレイティング別対象ソフト一覧・T (13歳以上)（ESRBレイティングべつたいしょうソフトいちらん・T 13さいいじょう）はエンターテインメントソフトウェアレイティング委員会（ESRB）によるレイティングで「T（13歳以上対象）」とされたゲームソフトの一覧。
CEROのレーティングではおおむねB（12歳以上対象） - C（15歳以上対象）に相当する。
大神、大乱闘スマッシュブラザーズX、ガンダム無双、リンクのボウガントレーニングなどCEROの審査で「A（全年齢対象）」に区分されるソフトも「T」区分となるケースが多い一方、メダル・オブ・オナーやコール オブ デューティーなどの軍事・戦争を題材としたFPSの一部、グランド・セフト・オートやヒットマンといった残酷ゲーム・犯罪ゲームの携帯ゲーム版などの他、学校でのいじめをテーマにしたBULLYも対象となっている。
中にはエキサイティングプロレス5、The Matrix：Path of Neo、フロントライン フュエル・オブ・ウォー、フラクチャーなどといったCEROの審査でD（17歳以上対象）とされたソフトの一部や、Z（18歳以上のみ対象）とされたINFAMOUS〜悪名高き男〜、inFAMOUS 2も含まれている。
日本と違い、米国内の大半の販売店において、13歳未満には保護者の同意が得られない限り販売しないことになっている。

## 一覧
- T区分のゲームは非常に膨大な数に及ぶため、極力日本国内で販売されている（または国内メーカー製）タイトルを優先して記載する。日本では未発売のタイトル・日本では発売中止となったタイトルについては、その旨を併せて表記する。
- CEROの審査を受けたゲームには、タイトル名の前に該当のアルファベットを表記する。
- 「プリンス・オブ・ペルシャ ケンシノココロ」のような機種別に表現の差異がある等の理由で複数のレイティングが設定されているゲームに関してはC D :のように並べて表記する。

| 英文字 | 対象年齢         | 背表紙帯色 |
| ------ | ---------------- | ---------- |
| A      | 全年齢対象       | 黒         |
| B      | 12才以上対象     | 緑         |
| C      | 15才以上対象     | 青         |
| D      | 17才以上対象     | 橙         |
| Z      | 18才以上のみ対象 | 赤         |

## あ行
- B :ARTIFACT ADVENTURE 外伝 DX
- A :THE EYE OF JUDGMENT
- B :Ikenfell
- B :Iconoclasts
- B :Ice Station Z
- B :AWAY: Journey to the Unexpected
- A :赤ちゃんはどこからくるの?
- C :アガレスト戦記
- D :アガレスト戦記ZERO
- A :悪魔城ドラキュラ（AC版のみ）
- B C :悪魔城ドラキュラX 月下の夜想曲
- B :悪魔城ドラキュラ Circle of the Moon
- B :悪魔城ドラキュラ 蒼月の十字架
- B :悪魔城ドラキュラ ギャラリー オブ ラビリンス
- B :悪魔城ドラキュラ 奪われた刻印
- B :悪魔城ドラキュラ Xクロニクル
- B :悪魔城ドラキュラ ジャッジメント
- B :悪魔城ドラキュラ Harmony of Despair
- A :アークライズファンタジア
- C :EARTH DEFENSE FORCE: INSECT ARMAGEDDON
- D :Atari 50: The Anniversary Celebration
- A C :アバター THE GAME（PS3・Xbox 360版。DS版はE10+。）
- A :アーマード・コア
- A :アーマード・コア プロジェクトファンタズマ
- A :アーマード・コア マスターオブアリーナ
- A :アーマード・コア2
- アーマード・コア2 アナザーエイジ
- A :アーマード・コア3
- アーマード・コア3 サイレントライン
- C :アーマード・コア ネクサス
- A :アーマード・コア ナインブレイカー
- A :アーマード・コア フォーミュラフロント
- A :アーマード・コア ラストレイヴン
- A :アーマード・コア4
- A :アーマード・コア フォーアンサー
- B :ALAN WAKE
- B :アルカナハート（すっごい!アルカナハート2は北米未発売）
- C :アルカナハート3
- A :アルケミックダンジョンズDX
- C :ULTIMATE MARVEL VS. CAPCOM 3
- B :アルトネリコ 世界の終わりで詩い続ける少女
- B :アルトネリコ2 世界に響く少女たちの創造詩
- C :Arrest of a stone Buddha
- C :アンチャーテッド エル・ドラドの秘宝
- C :アンチャーテッド 黄金刀と消えた船団
- D :アンチャーテッド 砂漠に眠るアトランティス
- C :アンチャーテッド 海賊王と最後の秘宝
- B :EA SPORTS 総合格闘技（オーストラリアでは12歳以上対象。ヨーロッパ圏では16歳以上対象。韓国とドイツでは18歳未満提供禁止。）
- B :ICO（韓国とオーストラリアでは全年齢対象。イギリスでは3歳以上対象。ヨーロッパ圏では6歳、もしくは7歳以上対象。）
- A B :イース -ナピシュテムの匣-（PS2版。PSP版はE10+。）
- C :イースVII
- B :イース -フェルガナの誓い-
- B :イースI&II クロニクルズ
- B :イーストワード
- C :EAT LEAD マット・ハザードの逆襲
- B :ITTA
- D :If Found...
- B :Year Walk 最後の啓示
- B :イリスのアトリエ エターナルマナ
- A :イリスのアトリエ グランファンタズム
- B :インディヴィジブル 闇を祓う魂たち
- B :インフィニット アンディスカバリー
- Z :INFAMOUS〜悪名高き男〜（オーストラリアでは12歳以上対象。ヨーロッパ圏では16歳以上対象。韓国とドイツでは18歳未満提供禁止。）
- Z :inFAMOUS 2（オーストラリアでは12歳以上対象。ヨーロッパ圏では16歳以上対象。ドイツでは16歳未満提供禁止。韓国では18歳未満提供禁止。）
- Z :InFAMOUS Second Son
- C :IMPLOSION
- B :INMOST
- B :ヴァルハラナイツ エルダールサーガ
- B :ヴァルキリープロファイル
- B :ヴァルキリープロファイル -レナス-
- A :ヴァルキリープロファイル2 シルメリア
- B :ヴァルキリープロファイル 咎を背負う者
- C :Vandal Hearts: Flames of Judgment
- C :ヴァンパイア クロニクル ザ カオスタワー
- C :ウィザードリィ 囚われし魂の迷宮
- A :ウィッシュルーム 天使の記憶
- C :WARHAWK
- D :Ape Out
- A :英雄伝説 空の軌跡FC
- B :Alien Hominid HD
- エキサイティングプロレス
- エキサイティングプロレス2
- エキサイティングプロレス3
- エキサイティングプロレス4
- D :エキサイティングプロレス5
- C :エキサイティングプロレス6 SMACKDOWN! VS RAW
- C :エキサイティングプロレス7 SMACKDOWN! VS. RAW 2006
- B :エクシズ・フォルス
- Ecks vs. Sever　※日本未発売
- B :エコーナイト（2は北米未発売）
- B :SNK VS. CAPCOM SVC CHAOS
- A :SNK VS. CAPCOM カードファイターズDS
- エースコンバット2
- A :エースコンバット5 ジ・アンサング・ウォー
- A :エースコンバット・ゼロ ザ・ベルカン・ウォー
- A :エースコンバットX スカイズ・オブ・デセプション
- A :エースコンバット6 解放への戦火
- A :エースコンバットX2 ジョイントアサルト
- C :エースコンバット アサルト・ホライゾン
- A :エースコンバット3D クロスランブル
- A :エースコンバット7 スカイズ・アンノウン
- B :エスプガルーダII
- C :Enemy Territory: Quake Wars
- C :Ever17 -the out of infinity-
- A :F-ZERO GX
- D :エーペックスレジェンズ
- B :エルシャダイ
- B :エレベーターアクション デラックス
- C :ENSLAVED ODYSSEY TO THE WEST
- C :ENTER THE MATRIX
- A :ENCHANT ARM
- C :エンド ウォー
- B :エンド オブ エタニティ
- B :オウガバトル64
- A :王様物語
- A :大神
- B :鬼武者 無頼伝
- B :朧村正

## か行
- A :カオスウォーズ
- B :超執刀 カドゥケウス
- B :カドゥケウスZ 2つの超執刀
- B :カドゥケウス ニューブラッド
- B :救急救命 カドゥケウス2
- B :CUSTOM MECH WARS -カスタムメックウォーズ-
- A :カスタムロボ バトルレボリューション
- CAPCOM VS. SNK MILLENNIUM FIGHT 2000 PRO
- A :CAPCOM VS. SNK 2 MILLIONAIRE FIGHTING 2001
- B :餓狼伝説
- B :餓狼伝説2
- B :餓狼伝説スペシャル
- B :餓狼伝説3
- C :餓狼伝説 City of the Wolves
- B :餓狼伝説バトルアーカイブズ1
- B :餓狼伝説バトルアーカイブズ2
- B :餓狼 MARK OF THE WOLVES
- D :Guns, Gore & Cannoli
- D :Guns, Gore & Cannoli 2
- A :ガンスターヒーローズ
- ガンダム・ザ・バトルマスター2（1は北米未発売）
- C :ガンダム オペレーショントロイ
- A :ガンダム無双
- A :ガンダム無双2
- A :ガンダム無双3
- B :ガンマンストーリー2
- B :ガンマンストーリーHDコレクション（Wii U版。Switch版はE10+。）
- B :Keen: One Girl Army
- A :ギターヒーロー3 レジェンド オブ ロック
- 機動戦士ガンダム外伝 コロニーの落ちた地で…
- A :機動戦士ガンダム
- A :機動戦士ガンダム 連邦vs.ジオンDX
- A :機動戦士ガンダム めぐりあい宇宙
- A :機動戦士ガンダム ガンダムvs.Ζガンダム
- A :機動戦士ガンダムSEED 終わらない明日へ
- A :機動戦士ガンダム Target in Sight
- A :きみのためなら死ねる
- B :逆転裁判
- B :逆転裁判 蘇る逆転
- A :逆転裁判2
- B :逆転裁判3
- A B :逆転裁判4
- B :逆転裁判6
- B :逆転検事
- B :キャッスルヴァニア 白夜の協奏曲
- A :キャッスルヴァニア 〜暁月の円舞曲〜
- B :Castle Crashers
- B :GUILTY GEAR
- C :GUILTY GEAR 2 OVERTURE
- B :GUILTY GEAR X
- B :GUILTY GEAR ISUKA
- B :GUILTY GEAR XX
- B :GUILTY GEAR XX #RELOAD（GUILTY GEAR XX SLASHは北米未発売）
- B :GUILTY GEAR XX ∧ CORE
- B :GUILTY GEAR XX ∧ CORE PLUS
- C :GUILTY GEAR JUDGMENT
- B :GUILTY GEAR DUST STRIKERS
- A :キングスフィールドII
- A :キングスフィールドIII
- C :キングスフィールドIV
- A :くにおくんの超熱血!大運動会
- A :くにおくんの超熱血!サッカーリーグぷらす ワールド・ハイパー・カップ編
- B :クライシス コア ファイナルファンタジーVII
- クライシスゾーン
- C :クライマキナ/CRYMACHINA
- A :クラシックダンジョンX2
- A :グラディウスV
- グランド・セフト・オート（GBC版のみ）
- グランド・セフト・オート2（GBC・PS版のみ）
- B :クレイジータクシー（DC・PS2・GC版。PS3・Xbox 360版はE10+。）
- クレイジータクシー2
- B :クレイジータクシー3 ハイローラー
- B :クレイマン・クレイマン2 〜スカルモンキーのぎゃくしゅう〜
- C :クロスエッジ
- A :クロノ・トリガー（PS版。NDS版はE10+。）
- B :クロノ・クロス
- B :クロムハウンズ
- A :グローランサーV
- C :ぐわんげ
- B :KOF MAXIMUM IMPACT
- B :KOF MAXIMUM IMPACT 2
- C :ゲーム天国
- C :喧嘩番長3 全国制覇
- C :GENJI -神威奏乱-
- B :幻想水滸伝II
- A :幻想水滸伝III
- A :幻想水滸伝IV
- B :幻想水滸伝V
- A :剣と魔法と学園モノ。（2以降は北米未発売）
- B :源平討魔伝
- B :攻殻機動隊 STAND ALONE COMPLEX -狩人の領域-
- C :ゴーストスカッド
- B :ゴースト トリック
- C :ゴーストリコン ジャングルストーム
- D :ゴーストリコン2
- C :ゴーストリコン アドバンスウォーファイター
- C :ゴーストリコン アドバンスウォーファイター2
- B :ゴーストリコン シャドーウォー
- B :コーヒートーク
- B :コーヒートーク エピソード2:ハイビスカス&バタフライ
- C :GOD EATER BURST
- A :CODED ARMS
- B :CODED ARMS CONTAGION
- A :Colin McRae: DiRT 2（PS3・Xbox 360版）
- B :CALLING 〜黒き着信〜
- コール オブ デューティ
- コール オブ デューティー:ユナイテッド オフェンシブ
- C :コール オブ デューティー ファイネストアワー
- C :コール オブ デューティ2
- C :コール オブ デューティ2 ビッグ レッド ワン
- C :コール オブ デューティ3
- C :コール オブ デューティ4 モダン・ウォーフェア（DS版のみ。PS3・Xbox 360・PC版はMature。）
- C :ゴールデンアイ 007
- B :ゴールデンアックス
- C :ごく普通の鹿のゲーム DEEEER Simulator（PS4・Switch版。Xbox One版はIARC：12+）
- B :映画「五等分の花嫁」 ~君と過ごした五つの思い出~
- B :Golf Club: Wasteland（PS4版のみ。Xbox One・Switch版はIARC：16+）
- B :魂斗羅デュアルスピリッツ

## さ行
- A :Cytus α
- Syphon Filter
- Syphon Filter: Dark Mirror（PS2版のみ。PSP版はMature。）　※日本未発売
- Syphon Filter: Logan's Shadow　※日本未発売
- Syphon Filter: Combat Ops　※日本未発売
- C :The Way
- B :サガ エメラルド ビヨンド
- B :THE KING OF FIGHTERS '94 RE-BOUT
- B :THE KING OF FIGHTERS NEOWAVE
- B :THE KING OF FIGHTERS XI
- B :THE KING OF FIGHTERS XII
- B :THE KING OF FIGHTERS XIII
- B :THE KING OF FIGHTERS '98 ULTIMATE MATCH
- B :THE KING OF FIGHTERS 2002 UNLIMITED MATCH
- B :THE KING OF FIGHTERS PORTABLE '94〜'98 Chapter of Orochi
- B :サクラ大戦V 〜さらば愛しき人よ〜
- B :ザ・シムズ
- A B :ザ・シムズ2（一部バージョンはEまたはE10+。）
- C :ザ・シムズ3
- B :ザ・シンプソンズ ヒット&ラン
- B :The Flame in the Flood
- D :The Matrix：Path of Neo
- B :サムライスピリッツ 六番勝負
- A :サモンナイト クラフトソード物語2
- B :The Wonderful 101
- 三國無双
- B :The Escapists
- B :The Escapists 2
- ジェットセットラジオ
- ジェットセットラジオフューチャー
- シェンムー 一章 横須賀
- シェンムーII
- A :ジオニックフロント 機動戦士ガンダム0079
- C :食魂徒 ～百花妖乱～
- A :式神の城III
- B :シベリア
- B :シベリアII
- A :シャイニング・ティアーズ
- A :シャイニング・フォース ネオ
- Jak X: Combat Racing　※日本未発売
- B :ジャックジャンヌ
- B :ジャック×ダクスター3　※日本未発売
- A :ジャック×ダクスター2
- B :シャドウ オブ メモリーズ
- D :Shadow Complex
- C :シャドウハーツII
- B :シャドウハーツ・フロム・ザ・ニューワールド
- B :シューティングスタジオ
- ジョジョの奇妙な冒険
- B :ジョジョの奇妙な冒険 オールスターバトル
- A :ショパンの復活 音楽を救え!
- 私立ジャスティス学園
- B :白騎士物語 -古の鼓動-
- B :白騎士物語 -光と闇の覚醒-
- C :真魂斗羅
- C :新サクラ大戦
- B :真・三國無双
- B :真・三國無双2
- A B :真・三國無双3
- B :真・三國無双4
- B :真・三國無双5
- B :真・三國無双6
- B :真・三國無双 (PSP)
- B :真・三國無双 2nd Evolution
- B :真・三國無双 MULTI RAID
- B :Skul: The Hero Slayer
- A :スターオーシャン1 First Departure
- A :スターオーシャン2 Second Evolution
- B :スターオーシャン3 Till the End of Time
- B :スターオーシャン4 -THE LAST HOPE-
- B :スターオーシャン4 -THE LAST HOPE- INTERNATIONAL
- D :スターツインズ
- スターフォックスアドベンチャー
- A :スターフォックス アサルト
- Storyteller（CEROレーティング無し。IARC：7+）
- B :ストリートファイターII
- B :ストリートファイターIIターボ
- B :スーパーストリートファイターII
- B :ストリートファイターZERO
- B :ストリートファイターZERO2
- A :ストリートファイターZERO3
- B :ストリートファイターZERO ファイターズ ジェネレーション
- B :ストリートファイターIII W IMPACT
- A :ストリートファイターIII 3rd STRIKE
- B :ストリートファイターIII 3rd STRIKE ONLINE EDITION
- B :ストリートファイターアニバーサリーコレクション
- ストリートファイターEX plus α
- ストリートファイターEX2 PLUS
- ストリートファイターEX3
- B :ストリートファイターIV
- B :スーパーストリートファイターIV
- B :スーパーストリートファイターIV 3D EDITION
- B :スーパーストリートファイターIV ARCADE EDITION
- C :ストリートファイター6
- A :すばらしきこのせかい
- B :Spiritfarer
- B :スプラッターハウス
- D :スプリンターセル
- C :スプリンターセル パンドラトゥモロー
- D :スプリンターセル3D
- A :スペクトラルフォース3 イノセントレイジ
- B :スペクトラルフォース ジェネシス
- スペースチャンネル5
- B :スペースチャンネル5 パート2
- A :スライムタクティクス
- A :Slay the Spire
- A :聖剣伝説 LEGEND OF MANA
- A :世界樹の迷宮
- C :絶体絶命都市（舞台やキャラクターの設定が大幅に変更されている）
- C :絶体絶命都市2 -凍てついた記憶たち-（舞台やキャラクターの設定が大幅に変更されている）
- A :絶対ヒーロー改造計画
- D :ゼノギアス
- C :ゼノサーガ エピソードI［力への意志］
- B :ゼノサーガ エピソードII［善悪の彼岸］
- C :ゼノサーガ エピソードIII［ツァラトゥストラはかく語りき］
- B :ゼノブレイド
- C :ゼノブレイド2
- C :ゼノブレイド3
- C :ゼノブレイドクロス
- C :Severed
- C :SEVEN SAMURAI 20XX
- B :ゼルダの伝説 トワイライトプリンセス
- B :ゼルダの伝説 トワイライトプリンセス HD
- B :ゼルダ無双
- C :零 ～zero～
- B :零・超兄貴
- A :旋光の輪舞 Rev.X
- B :戦国無双
- B :戦国無双2
- B :激・戦国無双
- B :戦国無双KATANA
- B :戦国無双 〜真田丸〜
- B :戦国無双3
- B :戦国無双 Chronicle
- B :戦国無双5
- B :戦国BASARA（キャラクターの名称や舞台設定が日本版から大幅に変更されている。2、X、バトルヒーローズは北米未発売）
- B :戦国BASARA3
- B :戦場のヴァルキュリア
- B :戦場のヴァルキュリア2
- B :戦場のヴァルキュリア3
- C :戦場のヴァルキュリア4
- C :閃乱忍忍忍者大戦ネプテューヌ -少女達の響艶-
- B :ソウルキャリバー
- B :ソウルキャリバーII
- B :ソウルキャリバーIII
- B :ソウルキャリバーレジェンズ
- C :ソウルキャリバーIV
- C :ソウルキャリバー ブロークンデスティニー
- D :ソウルキャリバーV
- A :続・ボクらの太陽 太陽少年ジャンゴ
- C :SOCOM: U.S. Navy SEALs Portable
- A :そろそろ寿司を食べないと死ぬぜ!ユニバース
- B :ゾンビ イン ワンダーランド
- C :ゾンビ パニック イン ワンダーランド DX

## た行
- A :太鼓の達人 ドコどんRPGパック!
- A :太鼓の達人 ドコドン! ミステリーアドベンチャー
- A :太鼓の達人 どんとかつの時空大冒険
- B :タイトーマイルストーン
- B :タイトーマイルストーン2
- B :タイトーマイルストーン3
- C :ダイナマイト刑事
- タイムクライシス
- タイムクライシス2
- A :タイムクライシス3
- C :タイムクライシス4
- タイムクライシス プロジェクトタイタン
- B :Timespinner
- B :タイムホロウ 奪われた過去を求めて
- A :大乱闘スマッシュブラザーズDX
- A :大乱闘スマッシュブラザーズX
- A :ダウンタウン熱血物語ex
- B :ダウンタウン熱血物語SP
- B :タクティクスオウガ 運命の輪
- B :ダージュ オブ ケルベロス ファイナルファンタジーVII
- B :タツノコ VS. CAPCOM アルティメット オールスターズ
- A :DiRT 3
- C :WWE 2007 SmackDown vs Raw
- C :WWE 2008 SmackDown vs Raw
- C :WWE 2009 SmackDown vs Raw
- C :WWE 2010 SmackDown vs Raw
- C :WWE SmackDown vs Raw 2011
- C :WWE Legends of Wrestlemania
- B :WWE All Stars
- C :WWE '12
- B :ダブルドラゴン アドバンス
- B :TERMINATOR SALVATION
- B :ダンジョンに捧ぐ墓標（PS4・Nintendo Switch版。Xbox One版はIARC：16+。）
- A :ダンスセントラル
- A :ダンスセントラル2
- C :地球防衛軍3（北米版は血の色が緑に変更されている）
- B :Chinese Parents
- 超鋼戦紀キカイオー
- B :超次元ゲイム ネプテューヌ
- B :罪と罰 〜地球の継承者〜
- B :罪と罰 宇宙の後継者
- C :ディシディア ファイナルファンタジー
- C :ディシディア デュオデシム ファイナルファンタジー
- A :ディスガイア インフィニット
- C :テイルズ オブ アライズ
- B :テイルズ オブ エクシリア
- C :テイルズ オブ エクシリア2
- A :テイルズ オブ エターニア
- B :テイルズ オブ グレイセス エフ
- A :テイルズ オブ ザ ワールド レディアント マイソロジー（2以降は北米未発売）
- A :テイルズ オブ ジ アビス
- A :テイルズ オブ シンフォニア
- B :テイルズ オブ シンフォニア ユニゾナントパック
- B :テイルズ オブ シンフォニア -ラタトスクの騎士-
- B :テイルズ オブ ゼスティリア
- A :テイルズ オブ デスティニー
- B :テイルズ オブ ハーツ R
- B :テイルズ オブ ヴェスペリア
- B :テイルズ オブ ベルセリア
- A :テイルズ オブ レジェンディア
- B :Teenage Mutant Ninja Turtles: The Cowabunga Collection
- B :デススマイルズ
- B :デススマイルズIIX 魔界のメリークリスマス（北米版はダウンロード販売専用タイトル。ローカライズは行われていない）
- B :テストドライブ アンリミテッド2
- C :DEATH BY CUBE
- 鉄騎
- A :鉄騎大戦
- B :鉄拳
- B :鉄拳2
- B :鉄拳3
- B :鉄拳タッグトーナメント
- B :鉄拳4
- B :鉄拳5
- B :鉄拳5 DARK RESURRECTION
- B :鉄拳 DARK RESURRECTION
- B :鉄拳6
- B :鉄拳ハイブリッド
- C :鉄拳7
- D :鉄拳8
- C :デッド オア アライブ
- デッド オア アライブ2
- デッド オア アライブ3
- C :デッド オア アアライブ ディメンションズ
- B :デビルサバイバー オーバークロック
- 添丁の伝説（CEROレーティング無し。IARC：16+）
- C :DOOM（GBA版のみ）
- DOOM 2（GBA版のみ）
- トゥームレイダー
- トゥームレイダー2
- トゥームレイダー3
- トゥームレイダー4 ラストレベレーション
- トゥームレイダー5 クロニクル
- C :トゥームレイダー 美しき逃亡者
- B :トゥームレイダー レジェンド
- B :トゥームレイダー アニバーサリー
- C :トゥームレイダー アンダーワールド
- A :どこかで見た“あのゲー”ムたちを棒人間で作ってみたけれど、果たしてあなたはクリアできるのか?2
- 常世ノ塔（CEROレーティング無し。IARC：12+）
- B :突撃!!ファミコンウォーズ
- B :突撃!!ファミコンウォーズVS
- A :.hack//感染拡大 Vol.1
- A :.hack//悪性変異 Vol.2
- A :.hack//侵食汚染 Vol.3
- A :.hack//絶対包囲 Vol.4
- A :.hack//G.U. Vol.1 再誕
- A :.hack//G.U. Vol.2 君想フ声
- A :.hack//G.U. Vol.3 歩くような速さで
- A :トトリのアトリエ 〜アーランドの錬金術士2〜
- A :トムクランシーズ H.A.W.X.
- A :トムクランシーズ H.A.W.X. 2
- B :ドライバー:サンフランシスコ
- A :ドラゴンクエストIII そして伝説へ…（GBC版）
- A :ドラゴンクエストVI 幻の大地（DS版）
- A :ドラゴンクエストVII エデンの戦士たち
- A :ドラゴンクエストVIII 空と海と大地と呪われし姫君
- A :ドラゴンクエストXI 過ぎ去りし時を求めて
- B :ドラゴンクエストヒーローズ 闇竜と世界樹の城
- B :ドラゴンクエストヒーローズII 双子の王と予言の終わり
- A :ドラゴンボールZシリーズ（GC・PS2・PSP・PS3・Xbox 360版は全てのタイトル。GBA・DS・Wii版は一部タイトルのみEまたはE10+。）
- A :トラスティベル 〜ショパンの夢〜
- B :トラブル☆ウィッチーズ ねぉ!
- B :トランスフォーマー THE GAME（DS・PSP版はE10+。）
- Transformers Devastation ※日本未発売
- B :トリニティ ジルオール ゼロ
- A :トリニティ・ユニバース
- B :怒首領蜂 大復活

## な行
- A :ナイツ・イン・ザ・ナイトメア
- B :ナックルヘッズ
- NUTS（CEROレーティング無し。IARC：12+）
- A :NARUTO -ナルト- ナルティメットヒーロー
- A :NARUTO -ナルト- ナルティメットヒーロー2
- A :NARUTO -ナルト- ナルティメットヒーロー3
- B :肉弾
- B :ニード・フォー・スピード モスト・ウォンテッド
- B :ニード・フォー・スピード アンダーカバー
- B :ニード・フォー・スピード ザ・ラン（PS3・Xbox 360・PC版。Wii・3DS版はE10+。）
- B :ニンジャウォーリアーズ
- B :NINJA GAIDEN Dragon Sword
- B :ネオジオバトルコロシアム
- B :ネオジオヒーローズ 〜アルティメット シューティング〜
- Necrobarista（CEROレーティング無し。IARC：16+）
- ネビュラ -エコーナイト-
- A :信長の野望・天下創世

## は行
- BIOHAZARD GAIDEN
- C :バイオミュータント
- B :パイレーツ・オブ・カリビアン/デッドマンズ・チェスト（PSP・DS版のみ。GBA版はE10+。）
- B :パイレーツ・オブ・カリビアン/ワールド・エンド
- 鋼の錬金術師 翔べない天使
- 鋼の錬金術師2 赤きエリクシルの悪魔
- A :鋼の錬金術師 デュアルシンパシー 二人の絆
- C :爆烈軍団レネゲード
- C :箱庭えくすぷろーらもあ
- A :パスパルトゥー:アーティストの描いた夢
- B :パズル探偵スカウト 失われたデータの陰謀
- B :バーチャコップ
- B :バーチャコップ2
- B :バーチャファイター
- B :バーチャファイター2
- B :バーチャファイター3
- B :バーチャファイター4
- B :バーチャファイター5
- C :Bad North
- C :バットマン アーカム・アサイラム
- C :バットマン アーカム・シティ
- A :バテン・カイトス 終わらない翼と失われた海
- B :バテン・カイトスII 始まりの翼と神々の嗣子
- B :Hard Corps: Uprising
- B :バトルファンタジア
- C :バトルフィールド2 モダンコンバット
- C :バトルフィールド バッド カンパニー
- C :バトルフィールド1943
- D :バニーガーデン
- C :バリアント ハート ザ グレイト ウォー
- Ballistic: Ecks vs. Sever　※日本未発売
- B :バロック（PS2版）
- B :バロック for Wii
- パワーストーン
- パワーストーン2
- B :バーンアウト3 テイクダウン
- B :Panty Party
- A :P.N.03
- A C :Peter Jackson's キングコング オフィシャルゲーム オブ ザ ムービー
- C :BIG 3 GUN SHOOTING
- B :ビッグラン（スーパーファミコン Nintendo Switch Online版）
- A :Bit Trip Presents... Runner 2 リズム星人の爆走
- ヒットマン ブラッドマネー：LA（モバイル版のみ）
- ヒットマン ブラッドマネー：ベガス（モバイル版のみ）
- B :ひらり 桜侍
- A :ファイアーエムブレム 蒼炎の軌跡
- B :ファイアーエムブレム 覚醒
- C :ファイアーエムブレムif
- B :ファイアーエムブレム Echoes もうひとりの英雄王
- C :ファイアーエムブレム無双
- B :ファイアーエムブレム 風花雪月
- B :ファイアーエムブレム エンゲージ
- B :Fight of Gods
- A :ファイナルファンタジーII（PSP版）
- A :ファイナルファンタジーV（PS版。GBA版はEveryone。）
- A B :ファイナルファンタジーVI（PS版。GBA版はE10+。）
- B :ファイナルファンタジーVII
- C :ファイナルファンタジーVII リメイク
- C :ファイナルファンタジーVII リバース
- B :ファイナルファンタジーVIII
- A :ファイナルファンタジーIX
- B C :ファイナルファンタジーX
- B :ファイナルファンタジーX-2
- B :ファイナルファンタジーXI
- A B :ファイナルファンタジーXII
- B :ファイナルファンタジーXIII
- B :ファイナルファンタジーXIII-2
- C :ファイナルファンタジーXIV
- C :ファイナルファンタジーXV
- B :ファイナルファンタジータクティクス
- B :ファイナルファンタジータクティクス 獅子戦争
- B :ファイナルファンタジー・クリスタルクロニクル クリスタルベアラー
- B :ファンタシースターユニバース
- B :ファンタシースターユニバース イルミナスの野望
- B :ファンタシースターポータブル
- B :ファンタシースターポータブル2
- C :ファイティングバイパーズ（セガサターン版。PS3、Xbox 360版はE10+。）
- A :ファントム・ブレイブ
- A :ファントム・ブレイブ Wii
- B :ファントム・ブレイブ 幽霊船団と消えた英雄
- A :ファントム・ブレイブ PORTABLE
- A :Figment（PS4版。Switch版はE10+。）
- B :フィンチ家の奇妙な屋敷でおきたこと
- B :Fate/unlimited codes
- B :Fate/EXTRA
- A :FolksSoul -失われた伝承-
- B :Forza Horizon
- C :FORTNITE
- B :不思議のダンジョン 風来のシレン3 からくり屋敷の眠り姫
- D :フラクチャー
- A :FRAGILE 〜さよなら月の廃墟〜
- B :Black The Fall
- C :ブラッディロア
- ブラッディロア2
- ブラッディロア3
- B :ブラッディロア エクストリーム
- C :PLANET ALPHA
- D :BULLY
- A :プリニー 〜オレが主人公でイイんスか?〜
- A :プリニー2 〜特攻遊戯! 暁のパンツ大作戦ッス!!〜
- D :Brink
- B :プリンス・オブ・ペルシャ 時間の砂
- B :プリンス・オブ・ペルシャ
- B :プリンス・オブ・ペルシャ 忘却の砂
- A :ブルードラゴン
- ブルックタウン・ハイ ※日本未発売
- B :BLAZBLUE -CALAMITY TRIGGER-
- B :BLAZBLUE -CALAMITY TRIGGER- Portable
- C :BLAZBLUE -CONTINUUM SHIFT-
- C :BLAZBLUE -CONTINUUM SHIFT II-
- B :BLADESTORM 百年戦争
- B :Blade Strangers
- B :ブレイブダンジョン
- B :Florence
- B :PROJECT X ZONE
- B :PROJECT X ZONE 2:BRAVE NEW WORLD
- B :FRONT MISSION（Switch版のみ。GBA版はE10+。）
- B :FRONT MISSION3
- A :FRONT MISSION4
- C :FRONT MISSION EVOLVED
- D :フロントライン フュエル・オブ・ウォー
- B :Halo Wars
- C :Halo Wars 2
- HEXEN II
- C :Heavenly Sword 〜ヘブンリーソード〜
- B :ペルソナ（PSP版）
- B :ペルソナ2 罪（PSP版でのレーティング。PS版は北米では未発売）
- B :ペルソナ2 罰
- C :When Ski Lifts Go Wrong
- B :ポケットファイター
- B :HOSPITAL. 6人の医師
- B :Portal
- B :北海道連鎖殺人 オホーツクに消ゆ
- C :ぽっちゃり☆プリンセス
- C :ボムラッシュ サイバーファンク
- B :ホーンテッドマンション（GBA版はE区分。）
- A :BOMBERMAN Act:Zero

## ま行
- マーヴル・スーパーヒーローズ VS. ストリートファイター
- MARVEL VS. CAPCOM CLASH OF SUPER HEROES
- B :MARVEL VS. CAPCOM 2 NEW AGE OF HEROES
- C :MARVEL VS. CAPCOM 3 Fate of Two Worlds
- C :マーセナリーズ
- C :マーセナリーズ2 ワールド イン フレームス
- A :魔界戦記ディスガイア
- A :魔界戦記ディスガイア2
- A :魔界戦記ディスガイア3
- A :魔界戦記ディスガイア4
- B :魔界戦記ディスガイア5
- A :マグナカルタ
- B :マグナカルタ2
- McPixel 3（CEROレーティング無し。IARC：12+）
- A :MOTHER
- A :MOTHER2 ギーグの逆襲（Wii UのVC版。SFC版はEveryone。）
- C :魔人と失われた王国
- C :MASSIVE ACTION GAME
- A :マナケミア2 〜おちた学園と錬金術士たち〜
- B :マナスパーク
- C :マニュアル・サミュエル 〜死神との約束〜
- B :ミマナ イアルクロニクル
- C :ミラーズエッジ
- A :みんなで空気読み。
- A :みんなで空気読み。2 ～令和～
- みんなで空気読み。3（CEROレーティング無し。IARC：12+）
- みんなで空気読み。4（CEROレーティング無し。IARC：12+）
- B :無限航路
- B :夢幻戦士ヴァリスCOLLECTION
- B :夢幻戦士ヴァリスCOLLECTIONii
- C :夢幻戦士ヴァリスCOLLECTIONiii
- B :無限のフロンティア スーパーロボット大戦OGサーガ
- B :無双OROCHI
- B :無双OROCHI 魔王再臨
- B :女神異聞録デビルサバイバー
- B :メグとばけもの
- C :メダル・オブ・オナー 史上最大の作戦
- C :メダル・オブ・オナー ライジングサン
- C :メダル・オブ・オナー ヨーロッパ強襲
- C :メダル・オブ・オナー ヴァンガード
- C :メダル・オブ・オナー エアボーン
- C :メダル・オブ・オナー ヒーローズ
- C :メダル・オブ・オナー ヒーローズ2
- B :メダル・オブ・オナー アドバンス
- C :メタルギアソリッド ポータブル・オプス+
- C :メタルギアソリッド ピースウォーカー
- B :メタルスラッグ
- B :メタルスラッグ2
- B :メタルスラッグX
- B :メタルスラッグ3
- B C :メタルスラッグ4
- B :メタルスラッグ5
- B :メタルスラッグ6
- B :メタルスラッグ コンプリート
- B :メタルスラッグ7
- B :メタルスラッグXX
- A :メタルスラッグアドバンス
- B :メトロイド ドレッド
- A B :メトロイドプライム（CEROではGC版やWii版は全年齢、Switch版は12才以上対象。）
- A :メトロイドプライム ハンターズ
- B :メトロイドプライム2 ダークエコーズ
- B :メトロイドプライム3 コラプション
- メトロイドプライム トリロジー　※日本未発売
- B :METROID Other M
- 燃えろ!ジャスティス学園
- D :MO:Astray
- B :MotorStorm 〜モーターストーム〜
- B :MotorStorm2 〜モーターストーム2〜
- C :MotorStorm Apocalypse　※日本では発売中止
- B :MotorStorm Raging Ice 〜モーターストーム レイジングアイス〜
- C :モンスターハンター（モンスターハンターG、モンスターハンター2は北米未発売）
- C :モンスターハンター3
- C :モンスターハンター ポータブル
- C :モンスターハンター ポータブル 2nd
- C :モンスターハンター ポータブル 2nd G
- C :モンスターハンターライズ

## や行
- B :遊戯王 レガシーオブザデュエリスト
- A :勇者のくせになまいきだ。
- A :勇者のくせになまいきだor2
- B :UFC 2009 Undisputed（ヨーロッパ圏では16歳以上対象。オーストラリアでは15歳未満提供禁止。韓国とドイツでは18歳未満提供禁止。）
- B :UFC Undisputed 2010（日本ではPSP版は未発売。ヨーロッパ圏では16歳以上対象。オーストラリアでは15歳未満提供禁止。韓国ではPS3・Xbox 360版は18歳未満提供禁止、PSP版は15歳未満提供禁止。ドイツでは18歳未満提供禁止。）
- A :ユグドラ・ユニオン
- C :ユミアのアトリエ ～追憶の錬金術士と幻創の地～
- B :妖怪道中記
- C :夜廻

## ら行
- C :RISE FROM LAIR
- B :ラストリベリオン
- A :ラチェット&クランク
- A :ラチェット&クランク2 ガガガ!銀河のコマンドーっす
- A :ラチェット&クランク3 突撃!ガラクチック★レンジャーズ
- A :ラチェット&クランク4th ギリギリ銀河のギガバトル
- C :ララ・クロフト アンド ガーディアン オブ ライト
- A :リードオンリーメモリーズ:ニューロダイバー
- B :Little Inferno
- A B :Riviera 〜約束の地リヴィエラ〜
- B :龍虎の拳 〜天・地・人〜
- C :龍の国 ルーンファクトリー
- A :リンクのボウガントレーニング
- D :LIMBO
- B :R.U.S.E.
- Loop Hero（CEROレーティング無し。IARC：12+）
- A :ルミナスアーク
- A :ルミナスアーク2 ウィル
- B :LUNAR -HARMONY of SILVER STAR-
- B :ルパン三世 魔術王の遺産
- B :ルーンファクトリー5
- B :Reigns: Kings & Queens
- C :Reigns: Game of Thrones
- Reigns: Three Kingdoms（CEROレーティング無し。IARC：7+）
- C :レッドスティール
- C :レッドスティール2
- C :REYNATIS/レナティス
- B :Replica
- C :Reventure
- C :ロストオデッセイ
- C :ロスト プラネット エクストリーム コンディション
- C :ロスト プラネット 2
- B :ロックマンX アニバーサリー コレクション
- A :ロックマン ゼロ&ゼクス ダブルヒーローコレクション
- B :ローリングサンダー
- A :ロロナのアトリエ 〜アーランドの錬金術士〜

## わ行
- B :ワールドヒーローズゴージャス
- A :ワイルドアームズ アドヴァンスドサード
- A :ワイルドアームズ ザ フォースデトネイター
- B :ワイルドアームズ ザ フィフスヴァンガード
- B :ワイルドウエストガンズ
- B :ワンダと巨像
- B :ワンダーモモ
- A :ONE PIECE アンリミテッドアドベンチャー

## 0～9
- B C :007 ナイトファイア
- A C :007 エブリシング オア ナッシング
- C :007 ロシアより愛をこめて
- C :007 慰めの報酬
- C :007 ブラッドストーン
- B :8番出口